# Virgen de los Dolores Paso Azul Lorca
La Santísima Virgen de los Dolores del Paso Azul de Lorca, es una advocación mariana que se venera en la barroca iglesia de San Francisco (Lorca) (Murcia). Fue Coronada Canónicamente el 15 de septiembre de 1997 y declarada Bien de Interés Cultural (BIC) en 2023.
La imagen es visitada por miles de personas cada Semana Santa en Lorca, ya que los Desfiles Bíblicos Pasionales,fueron declarados de interés turístico internacional en 2007.
Como titular de la Hermandad de Labradores Paso Azul,se le rinde culto todo el año.La talla se debe a la gubia del gran escultor José Capuz Mamano, y se realizó en 1942, sustituyendo a la Virgen de los Dolores desaparecida durante la contienda civil española, se sabe que durante la guerra la escondieron,se supone en el templo San Francisco,Lorca, pero nunca fue encontrada.Por ello la Hermandad encargó al gran imaginero valenciano la realización de su bien más preciado. Las manos del maestro crearon una obra de tal magnitud, que hasta la belleza le tiene envidia porque habla con la mirada.

## Talla
Se trata de una Imagen de talla completa, no de vestir, y totalmente policromada,lleva un traje en tonalidades marrones, cubre su cabeza con una cofia, que se puede ver bajo la puntilla del manto, y calza sandalias al estilo de la Judea del siglo I, lo que demuestra la exhaustividad del autor a la hora de documentarse para el trabajo. Destaca en Ella la expresión de su bello rostro, con serena expresión y aflicción contenida. Lleva las manos, de suave modelado, una sobre otra, cruzadas sobre el pecho, el cual atraviesa una espada de dolor. La Imagen, de estilizada belleza formal, casi de un dolor idealizado, presenta un suave modelado en sus facciones, con una nariz recta, labios finos y tersas mejillas, sin lágrimas, con su entrecejo ligeramente fruncido y párpados ligeramente entornados que revelan su intenso y profundo dolor.
Se encuentra arrodillada sobre una piedra del Calvario, de ahí su pequeño tamaño. Desconsolada al pie de la Cruz tras la muerte de Cristo, concretamente entre el sexto y el séptimo dolor, es decir: esperando el entierro de su hijo mientras lo contempla yacente frente a ella,muestra una mirada serena, con un dolor contenido,sin llanto pero con congoja, que es la única dignidad del dolor.

## Mantos

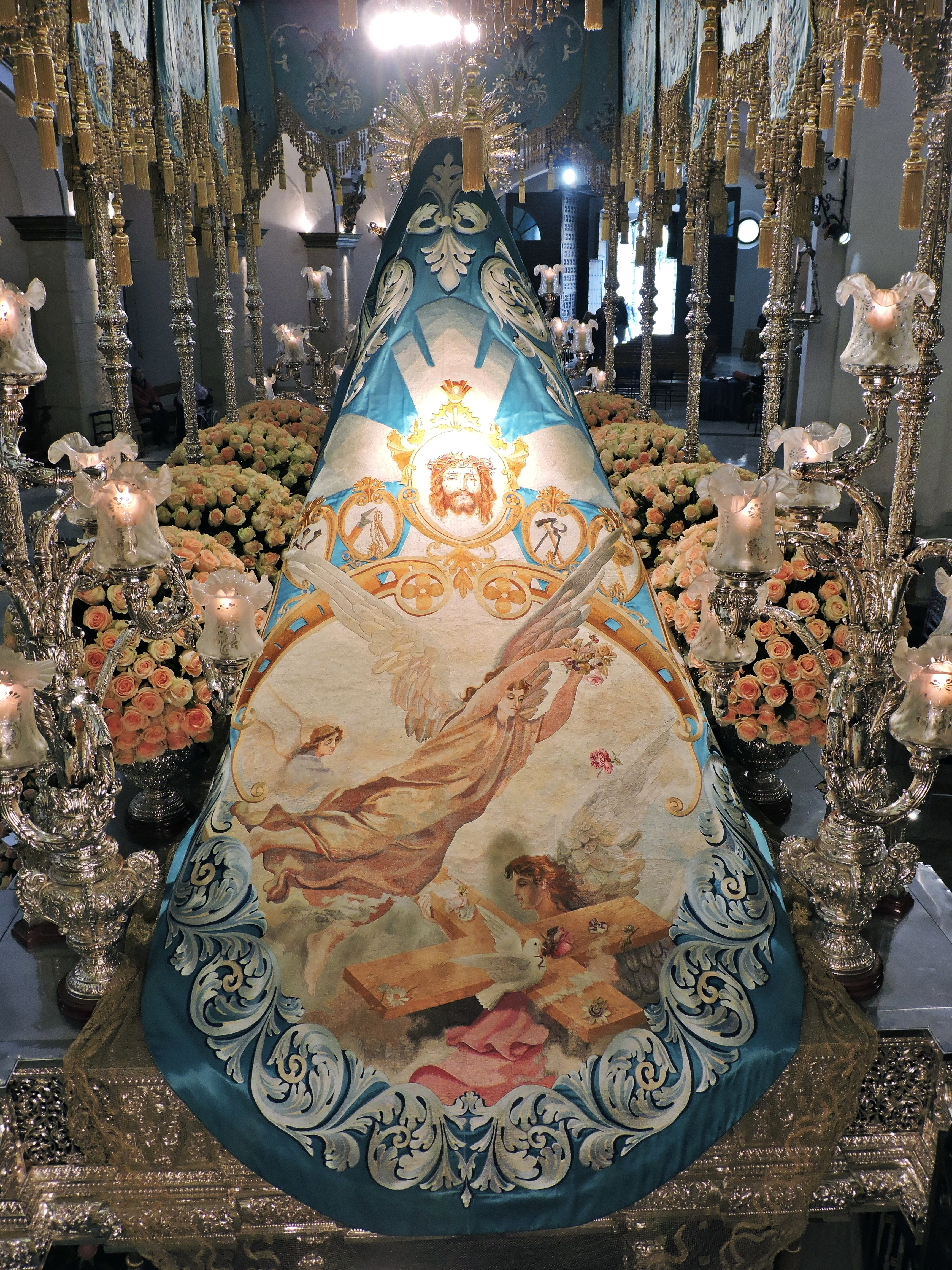
Manto Azul de la Virgen de los Dolores Paso Azul (Lorca).

El ajuar es muy extenso pero cabe destacar el manto de terciopelo negro de mediados del siglo XIX, bordado en oro a la carta con motivos vegetales, cuyo motivo central es un campo de estrellas. 
En 1904 bajo la dirección del gran director artístico Francisco Cayuela, se bordó el manto azul para la Semana Santa, declarado bien de interés cultural 2005..Supuso una auténtica revolución en el bordado lorquino que se desarrollaba entonces, pues apostó firmemente por la seda como protagonista indiscutible de la composición. Esta obra dio inicio a la que se ha denominado como «época dorada» del bordado lorquino.
Constituye una gran alegoría de la Pasión de Cristo, figurando en él motivos alusivos a esta como los instrumentos del martirio de Cristo, la sentencia de Pilatos o la Santa Faz. Estos se inscriben en cartelas y se sitúan sobre la escena principal, donde se representa a un grupo de ángeles junto a la Santa Cruz, uno de los cuales, con las alas extendidas arroja flores sobre el Madero mientras los otros dos lo sujetan. Todo se rodea por una orla de hojas de acanto bordadas en suaves azules. Además, el manto lleva una puntilla de encaje de bolillos de oro realizado en Almagro, Ciudad Real, desde los años ochenta del siglo XX. Alrededor del manto circula una leyenda que cuenta que Cayuela fue internado en un manicomio debido a la locura que le causó imaginar tamaña obra para su Virgen. Aunque difuminada por la tradición popular, la leyenda tiene de cierto que Cayuela estuvo ingresado en un sanatorio y que desde allí dirigió a las bordadoras. Todo esto ha contribuido de una u otra manera a engrandecer el interés que suscita esta obra maestra del bordado.

## Coronas

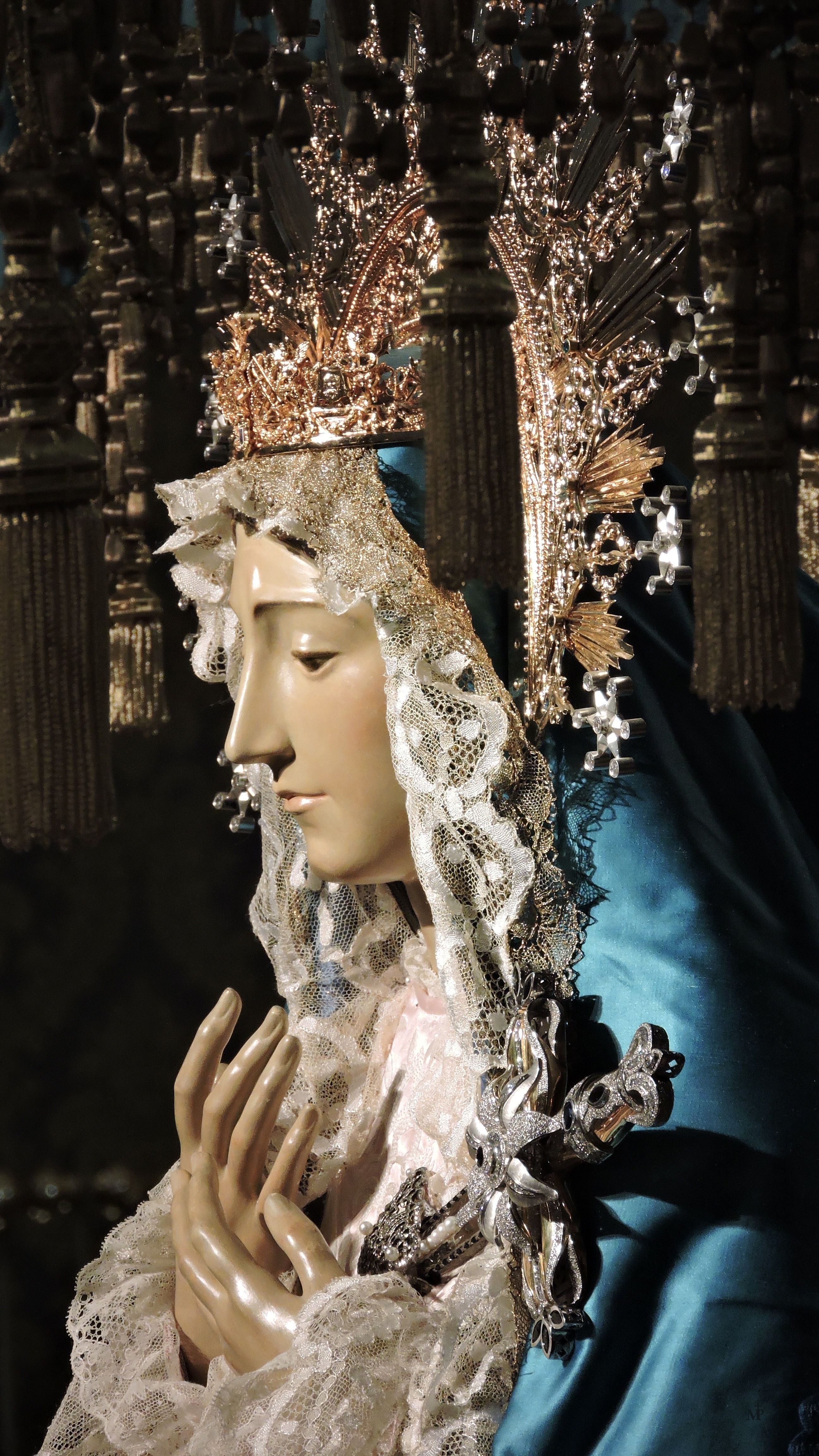
Virgen de los Dolores Paso Azul,(Lorca)

El 15 de septiembre de 1997, festividad de los Dolores Gloriosos se celebró en la iglesia de San Francisco la Coronación Canónica de la Virgen de los Dolores. Este día se le impuso la corona realizada por Fernando Marmolejo Camargo. Está compuesta por una corona o diadema propiamente dicha que presenta los símbolos de la Pasión con el escudo de la ciudad en el centro y, por otra parte, por un halo realizado en plata dorada con diamantes y zafiros en el que figura el emblema de la Hermandad y, sobre él, un anagrama mariano superado por una paloma flanqueada por ángeles en representación del Espíritu Santo. En este halo se observan haces de rayos alternados con estrellas que suman doce, siguiendo la descripción que se hace de la Virgen en el Apocalipsis: “… una Mujer vestida de sol… ciñendo su frente una corona de doce estrellas”
La aureola más antigua con la que cuenta el ajuar de la Virgen de los Dolores data de finales del siglo XVII y fue realizada por el lorquino Vicente Albarracín. Se trata de una pieza en plata sobredorada y en su color que se adorna con ornamentación afín al estilo de la época, predominando en ella elementos como las rocallas. Presenta los instrumentos de la Pasión encerrados en cartelas, superadas por estrellas, y, alternas a estas, haces de rayos también rematados en estrellas de doce puntas. Es la corona que luce la talla antigua en el estandarte del Reflejo, creyéndose perdida en la guerra civil española hasta que en 2002, gracias a las pruebas documentales y gráficas aportadas, se demostró que se conservaba en una iglesia de Murcia. Fue devuelta a la Hermandad de Labradores y es la que actualmente luce la Dolorosa cuando se encuentra en su camarín.

## Puñales
Para la Coronación Canónica, 1997, el puñal realizado para la ocasión,obra del gran orfebre sevillano Fernando Marmolejo Camargo y que sigue el estilo de la corona, siendo realizado en oro, turquesas y perlas.
En 2003, se regaló a la Virgen un nuevo puñal, encargado a una joyería murciana. Realizado en oro blanco y amarillo y pedrería, se configura a modo de cruz, figurando en el centro una flor que puede ser retirada, permitiendo dos vistas distintas de la misma pieza. Actualmente es el puñal con el que la Virgen desfila por carrera.

## Trono

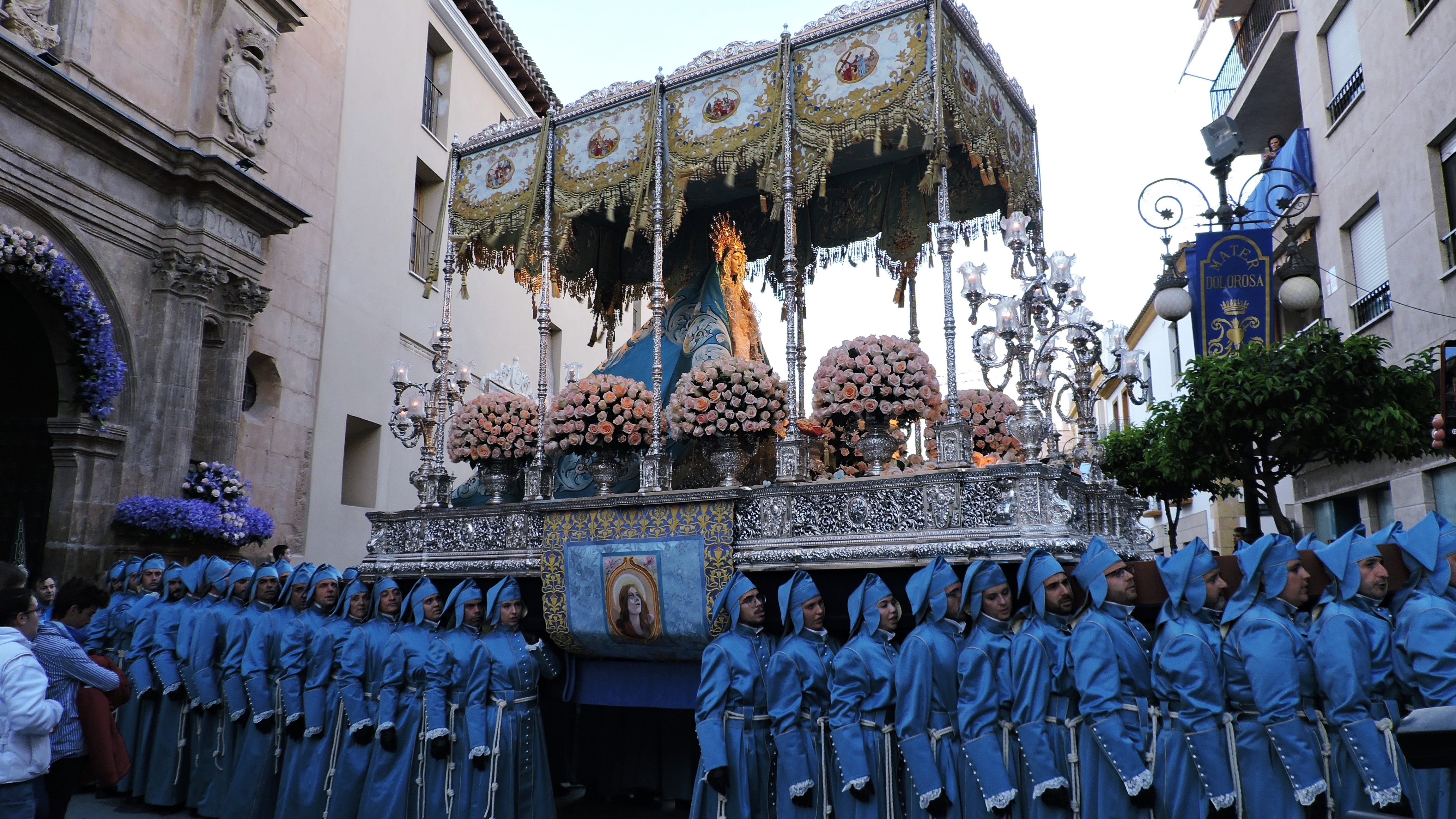
Trono de plata de la Virgen de los Dolores, Paso Azul,(Lorca)

En 2007 la Hermandad decide encargar un trono de andas al gran orfebre sevillano Juan Borrero..Desde la calle Pureza de Sevilla realizó el boceto, aunque el maestro ya había creado anteriormente para la cofradía,  realizando la corona y las potencias del Cristo de la Coronación y los elementos en plata del del Cristo Yacente. Trabajó durante dos años en exclusiva y fueron necesarios más de 250 Kg. de plata de primera ley para completar esta magnífica obra. Se trata de una canastilla profusamente labrada, calada con un dibujo barroco realizado a mano. La componen diversos motivos florales y vegetales, fuentes, vellocinos, capillas, pequeñas columnas con sus capiteles, y escenas de la vida de la Virgen y el Redentor.
En este caso se escogieron los momentos amables de la vida de María, Santa Ana enseñando a leer a la Virgen, la Visitación, la Anunciación. En los contrafuertes aparecen alegorías de las letanías de la Virgen, y en la parte principal de la canastilla figura la escena de la profecía de Simeón . Este es el primero de los siete dolores de la Virgen, por eso dos ángeles de marfil que sostienen una espada presiden la escena. Los basamentos de los diez  varales están formados por capillas con tallas del colegio apostólico, San Francisco y San Isidro Labrador, en alusión al carácter labrador de la Hermandad. El palio, lo forman diez varales en cuya base hay otras tantas capillas con los doce apóstoles, San Francisco de Asís y San Isidro Labrador, labrados en altorrelieves. Los paños del palio, obra de Emiliano Rojo, representan las catorce estaciones del Viacrucis bordados en sedas con cenefa de oro. El techo del palio, obra de Joaquín Castellar, es una alegoría del Espíritu Santo bordado en sedas. La peana en la que se sitúa Nuestra Madre está ricamente labrada con querubines y ángeles llorones en los ángulos, y los emblemas de la Hermandad. Por otro lado, los candelabros, configurados a modo de copas de los que salen ramas bellamente cinceladas, están coronados por siete tulipas isabelinas realizadas en la Real Fábrica de Cristal de la Granja y albergan velones de cera que aportan una luz tenue.
Procesiona portada por noventa y dos mayordomos portapasos en ocho varales, con túnicas en el mismo tono de azul del manto de Francisco Cayuela y con cìngulo franciscano.

## Cultos y procesiones

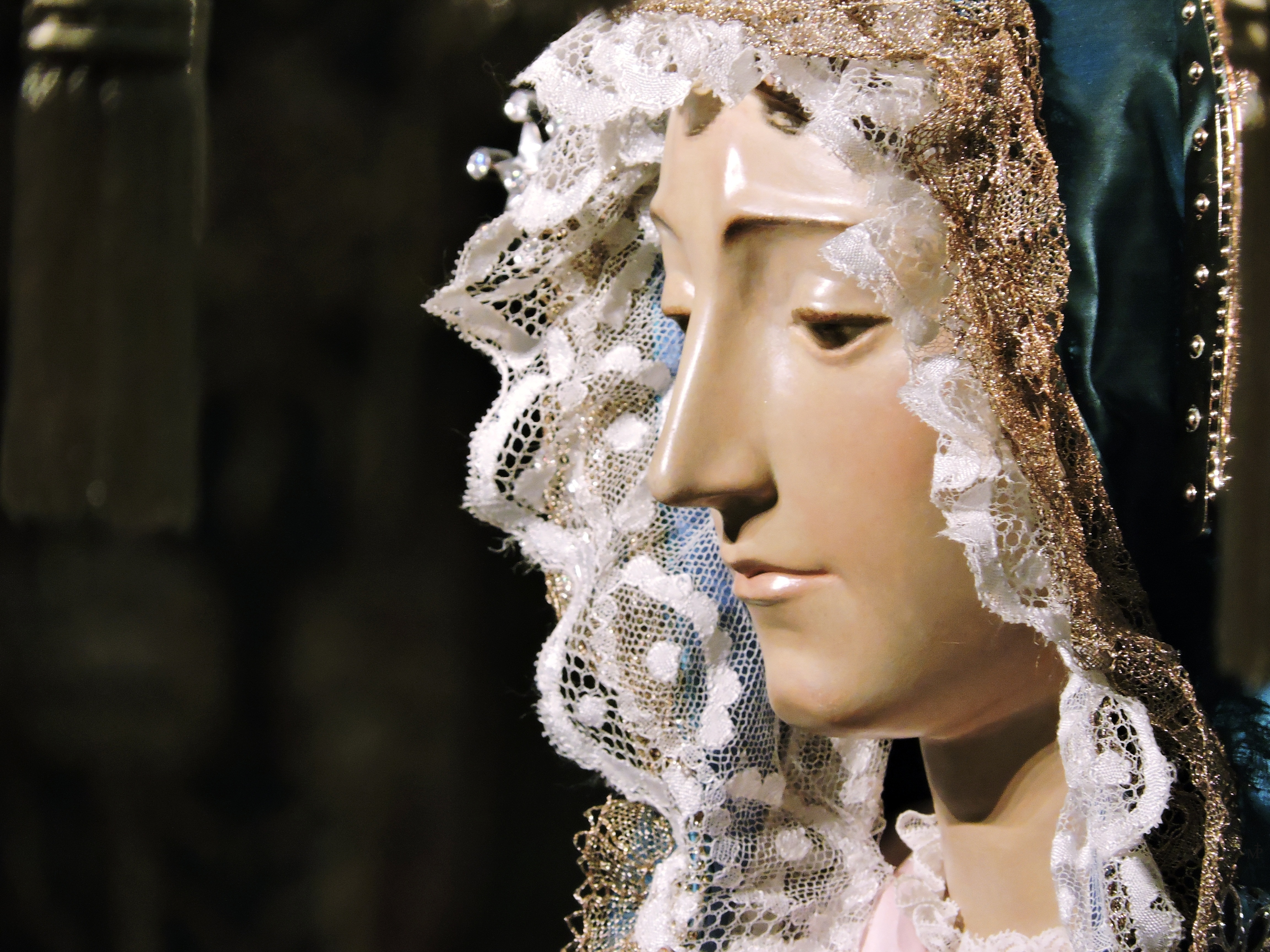
Sant. Virgen de los Dolores, Paso Azul,(Lorca)

Procesiona el Viernes de Dolores, presidiendo el desfile y el Viernes Santo detrás de su hijo El Santísimo Cristo de la Buena Muerte. En la madrugada del Viernes de Dolores se celebra La Serenata, donde miles de azules se agolpan en la puerta del templo a esperar la salida de "La Madre", entre vítores y un gran fervor popular, la Virgen sale a las doce de la noche al atrio de su iglesia, durante siete minutos a saludar a sus hijos. 
Diversos cultos religiosos se celebran en su honor, destacando el Septenario anterior al Viernes de Dolores y la Salve compuesta por el maestro de capilla de la catedral de Córdoba, Juan Antonio Gómez Navarro en 1903, interpretado en el órgano histórico del siglo XVIII de la iglesia de San Francisco.
El primer sábado de mayo se celebra el día de la Madre, donde los pequeños azules nacidos son presentados a la Virgen y acogidos bajo su manto.
El  15 de septiembre se celebra la festividad de los Dolores Gloriosos y el aniversario de la Coronación Canónica.

## Himno y Coplas

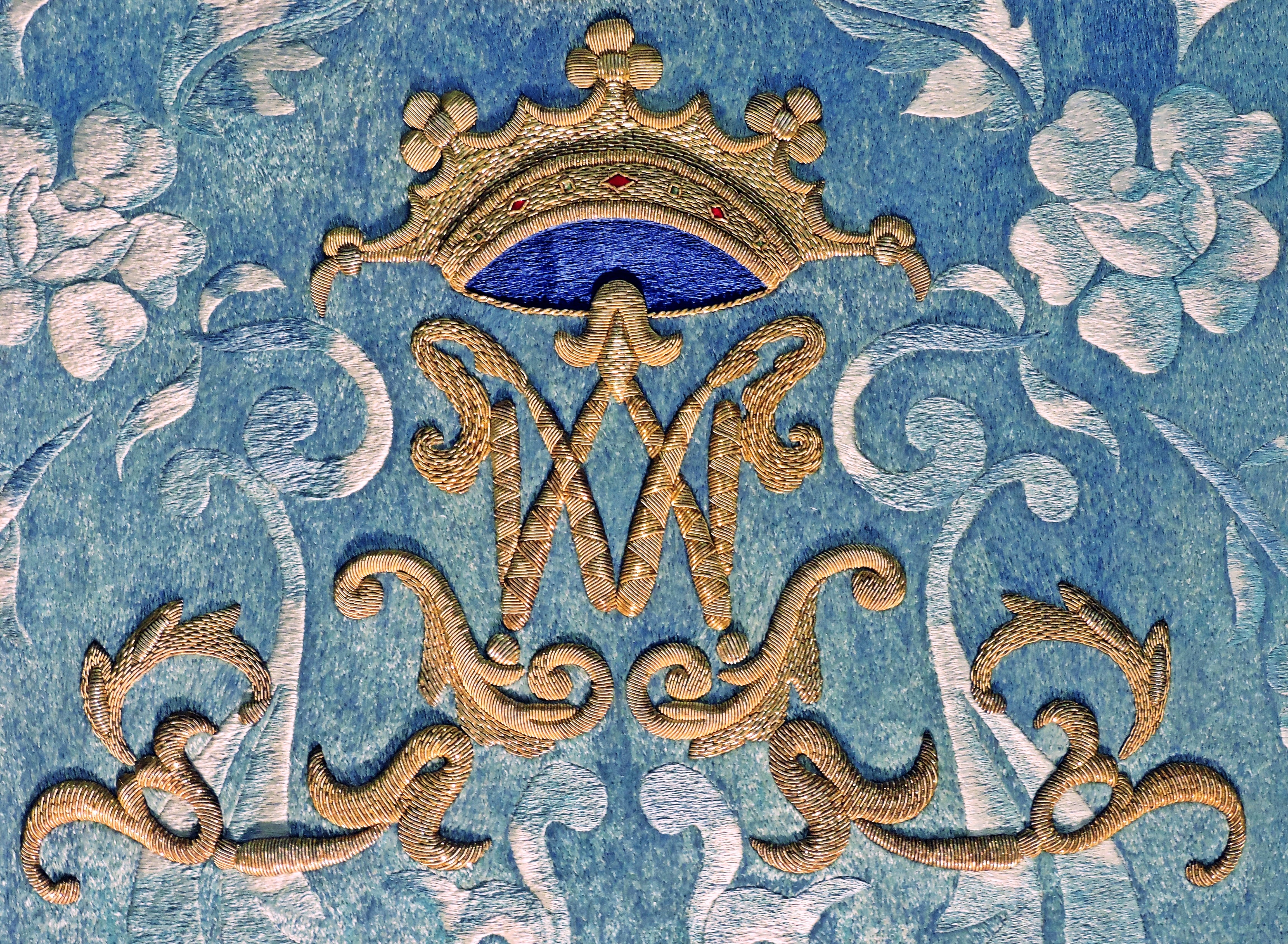
María bordada en oro y sedas para la Virgen de los Dolores Paso Azul,(Lorca)

La Madre de los azules, tiene un himno que es cantado en todos los actos dedicados a la Virgen y por sus portapasos cada vez que sale en procesión.
Virgen nuestra de los Dolores, imploramos tu protección. 
Nuestras penas serán menores, si tenemos tu intercesión.
Nuestro pecho siempre anhelante, siempre al verte dulce emoción.
Con tu ayuda tierna y constante, lograremos la redención.
A tus plantas siempre postrados, estaremos para rezar.
Hasta hacer que nuestros pecados, sean dignos de perdonar.
Virgen Santa de los Dolores, te pedimos con devoción.
Que olvidando nuestros errores, nos concedas tu bendición. 
 Danos pronto tu bendición.
Durante la misa del Viernes de Dolores se le cantan unas coplas, compuestas por  José  Pallarés, que junto con la Salve y la Serenata conforman unos de los momentos más emotivos para los azules. Y dicen así:
Ya se asoma la madre por la cancela. Miles de corazones, vuelan que vuelan.
La puerta de la Iglesia de azules prieta. Porque sale la Madre que me envelesa.
Hay quién pudiera decirte unos piropos junto a oreja. Hay quién pudiera decirte de requiebros y de saetas.
De millares de azules su corte lleva cuando sola desfila por la carrera.
Y unas horas más tarde cuando anochezca, del cortejo azulado serás la estrella.
Hacía la Alberca, y un perfume fragante su paso deja.
Hay quién pudiera arrullarse a su lado la vida entera.
Luego ya en el regreso, noche y quimera, tal expresión de cariño nunca se viera.
Y ya vuelve triunfante de la carrera, un clamor delirante de gracia plena.
De amor palpitan todos los corazones cuando la dejan.
De azules llena ha quedado la Iglesia cuando regresa.

Fuentes
Hermandad de Labradores Paso Azul.
Revista Azul, Hermandad de Labradores.
Archivo municipal de Lorca.
- Datos: Q117460426